# Gottlob Harrer
(Johann) Gottlob Harrer (* 8. Mai 1703 in Görlitz; † 9. Juli 1755 in Leipzig) war ein deutscher Komponist und Thomaskantor.

## Leben
Harrer besuchte das Gymnasium in Görlitz. Nach dem Tod des Vaters im Jahr 1716 zog die Familie 1719 nach Dresden. Ab 1722 studierte Harrer an der Universität Leipzig Medizin, wandte sich aber schon bald der Musik zu. 
Etwa um 1730 wurde Harrer Mitglied der Kurfürstlich-Sächsischen und Königlich-Polnischen Kapelle. Seit 1733 wirkte er in der Kapelle des Reichsgrafen Heinrich von Brühl. Aus dieser Zeit stammen die meisten seiner Sinfonien (heute überwiegend in Leipzig aufbewahrt), die damit zu den frühesten selbständigen drei- und viersätzigen Sinfonien überhaupt gehören und u. a. durch die Verwendung von Liedzitaten oder Jagdhornsignalen teilweise programmatischen Charakter tragen. Von 1738 bis 1741 bereiste er Italien. Nach seiner Rückkehr wurde er vom Grafen Brühl zu dessen Kapellmeister ernannt. Mit Brühls Hilfe wurde Harrer nach Johann Sebastian Bachs Tod 1750 zu dessen Nachfolger als Leipziger Thomaskantor berufen.

## Werke
Die verschollenen Werke sind größtenteils in den Breitkopf-Katalogen von 1761–1769 aufgeführt.
Lateinische geistliche Werke, vorwiegend von 1731–50
für Chor SATB und obligates Orchester, sofern nicht anders angegeben
- Missa a capella F-Dur mit Orchester colla parte
- Messe D-Dur, 1735
- Magnificat G-Dur für Doppelchor und Orchester
- Miserere c-Moll
- Domine ad adjuvandum (Psalm 70) A-Dur mit Orchester colla parte
- Domine ad adjuvandum (Psalm 70) a-Moll
- Dixit Dominus (Psalm 110) F-Dur
- Beatus vir (Psalm 112) B-Dur
- 2 Kyrie-Fugen für Chor SSATB mit Orchester colla parte
- Kyrie c-Moll/C-Dur und Sanctus F-Dur

Oratorien und Passionen
- Gioas re di Giuda, Text: Pietro Metastasio. Leipzig, Grosses Konzert, Drei Schwäne auf dem Brühl, Karwoche 1753
- Tod Abels des Gerechten, Text: Metastasio, deutsch von Harrer. Leipzig, Nikolaikirche, Karfreitag 1753
- Ich weiss nicht, wo ich bin, Passionsoratorium, deutsch nach Metastasio
- Isacco, figura del Redentore, Text: Metastasio (deutsche Übersetzung als Genug, mein Sohn, genug, der grösste Theil der Nacht), verloren
- Ich will zum Myrrhen Berge gehn, „oratorio nach dem Evangelio S Johannis“

Deutsche geistliche Musik, vorwiegend um 1750–1755
- Der Reiche starb und ward begraben, Kantate. Leipzig, Drei Schwäne auf dem Brühl, 8. Juni 1749, verloren
- Ein Jahreszyklus von 48 Kantaten, verloren
- Mein Herz ist bereit, Motette. In J. A. Hiller: Vierstimmige Motetten und Arien in Partitur, II (Leipzig, 1777), herausgegeben von P.M. Young (New York, 1976)
- Gott ist mein Hort, Text: C. F. Gellert, Fuge, SSATB, mit Orchester colla parte
- Bellintes lebte noch in bester Jahresblüte, weltliche Kantate für Sopran und Orchester, verloren

Instrumentalwerke
- 27 Sinfonien, davon 7 verloren
- Sinfonie D-Dur für zwei Oboen, zwei Hörner, Fagott, zwei Violinen, Viola und Bass
- Sinfonie D-Dur für zwei Hörner, zwei Violinen, Viola und Bass
- 38 Partitas für verschiedene Instrumente, verloren
- 1 Partita
- 3 Cembalosonaten
- 51 Duette für zwei Blockflöten, verloren
- 2 Cembalokonzerte, verloren
- 1 Flötenkonzert, verloren
- 2 Violinkonzerte, verloren
- Catafalco in musica für zwei Hörner, Verrilon, Klarinette, drei Oboen, Fagott, zwei Violinen, Viola und Bass, verloren
- 2 Sonaten für Oboe, Violine und Bass, verloren
- 1 Sonate für zwei Oboen und Fagott, verloren
- 2 Sonaten für Viola d’amore, Violine und Bass, verloren
- 2 Sonaten für Viola d’amore und Bass, verloren
- Quartett für Carillon, zwei Violinen und Bass, verloren
- Quartett für Flöte, zwei Violinen und Bass, verloren

Theoretische Werke
- Specimen contrapuncti duplicis in octava etiam in decimam convertibilis et manentibus semper eisdem figuris a duobus, tribus et quatuor vocibus elaboratum a Gottlob Harrero.